# Godrano
Godrano település Olaszországban, Szicília régióban, Palermo megyében. Lakosainak száma 1036 fő (2023. január 1.). Godrano Marineo, Mezzojuso, Corleone és Monreale községekkel határos.

## Népesség
A település lakossága az elmúlt években az alábbi módon változott:
| Lakosok száma | 1174 | 1159 | 1036 |
|               | 2017 | 2018 | 2023 |